# Carrel (cratère)
Pour les articles homonymes, voir Carrel.
Carrel est un cratère lunaire situé sur la face visible de la Lune. Il se trouve sur la Mare Tranquillitatis. Il a un aspect quelque peu déformé, ayant un léger renflement en saillie du bord au nord-ouest. L'intérieur est un peu irrégulier, avec des crêtes et certains parties du terrain se sont effondrés.
Ce cratère a déjà été désigné sous le nom de Jansen B, avant de recevoir son nom actuel par l'Union astronomique internationale en 1979 en l'honneur des contributions scientifiques du prix Nobel scientifique Alexis Carrel. Ses latitude et longitude sont 10°7N et 26°7E.